# 하이파이브 (라디오 프로그램)
하이파이브(영어: Hi - Five)는 대한민국의 방송국 MBC의 라디오 채널 MBC FM4U에서 매일 오전 5시부터 오전 6시까지 방송되던 라디오 프로그램으로, Hi - 5로 약칭해서 표기하기도 한다. MBC노동조합 파업의 여파로 잠시 방송되지 않다가 MBC노동조합의 파업이 중단되었지만 최현정 아나운서는 대기 발령을 받았고, 이로 인하여 최현정 아나운서를 이어 강다솜 아나운서가 마지막으로 진행하게 되었다. 2012년 10월 21일 가을 개편으로 3년만에 종영되었다.

## 역대 진행자
- 2009년 4월 20일 ~ 2011년 5월 8일 : 허일후 아나운서
- 2011년 5월 9일 ~ 2012년 1월 30일 : 최현정 아나운서
- 2012년 7월 23일 ~ 2012년 10월 21일 : 강다솜 아나운서

## 코너
- <월~금> : 새벽 스케치
- <월~금> : 오늘의 시작송
- <월>: 월요병법
- <금>: 초.청 프로젝트
- <토>: 미.는.콘서트
- <일>: 줄 수 있는게 이 노래밖에 없다

## 같이 보기
- MBC FM4U